# Matilde 1. af Boulogne
Matilde af Boulogne (ca.1105 - 3. maj 1152) var regerende grevinde af Boulogne fra 1125 til sin død, samt dronning af England fra hendes mand Stefans tronbestigelse i 1136 og indtil hendes død. Matilde støttede Stefan i hans kamp for den engelske trone mod hendes kusine kejserinde Matilde. Dronning Matilde spillede en usædvanlig aktiv rolle for en kvinde under hendes mands fangenskab og viste sig at være en dygtig hærfører, som formåede at tvinge kejserinden til at frigive Stefan. I henhold til den aftale, der afsluttede borgerkrigen, stod ingen af dronningens børn til at arve den engelske trone. Imidlertid regerede hendes tre overlevende børn Boulogne én efter én efter hende som Eustace 4., Vilhelm 1. og Marie 1.

## Baggrund
Matilde blev født i Boulogne, Frankrig. Hendes far var grev Eustace 3. af Boulogne og hendes mor Maria af Skotland var datter af kong Malcolm 3. af Skotland og Margrete af Skotland. Gennem sin mormor fra mødet nedstammede Matilde fra de angelsaksiske konger af England.

## Grevinde af Boulogne
I 1125 blev Matilde gift med Stefan af Blois, greve af Mortain, der havde store besiddelser i England. Da Matildes far abdicerede og trak sig tilbage til et kloster samme år, blev dette forenet med Boulogne og de tilsvarende store engelske besiddelser, som Matilde arvede.
Ved Eustace 3.'s død blev Matilde og hendes mand fælles herskere over Boulogne. To børn, en søn og en datter, blev født i grevinden og greven af Boulognes ægteskab mens Henrik 1. af England, som havde givet dem ophold i London, regerede. Sønnen blev opkaldt Balduin efter Matildes onkel kong Balduin 1. af Jerusalem. Datteren hed Matilde. Balduin døde ganske ung, og den unge Matilde menes også at være død ganske ung, selvom hun levede længe nok til at blive gift med Waleran de Meulan, jarl af Worcester.

## Dronning
Straks efter Henrik 1. af Englands død i 1135 skyndte Stefan sig til England og udnyttede Boulognes kontrol over de nærmeste havne og blev kronet til konge og snød dermed sin rival, kejserinde Matilde. Matilde af Boulogne var højgravid på det tidspunkt og krydsede kanalen efter at have født en søn, Vilhelm, som senere kom til at efterfølge hende som greve af Boulogne. Matilde blev kronet til dronning i påsken den 22. marts 1136.
Matilde støttede Tempelridderne . Hun grundlagde Cressing Temple i Essex i 1137 og Temple Cowley i Oxford i 1139. Som sin forgænger, Matilde af Skotland, havde hun et tæt forhold til Holy Trinity Priory nær Aldgate i London. Hun tog prioren som sin skriftefader, og to af hendes børn blev begravet der.
I den efterfølgende borgerkrig, kendt som Anarkiet, viste Matilde sig at være sin mands stærkeste støtte. Da England blev invaderet i 1138, hidkaldte hun tropper fra Boulogne og dets allierede Flandern og belejrede Dover Castle med succes og drog derefter nordpå til Durham, hvor hun indgik en traktat med David 1. af Skotland i 1139.
Efter at Stefan var blev taget til fange i Slaget ved Lincoln i 1141, samlede hun kongens støtter omkring sig og rejste en hær med hjælp fra Vilhelm af Ieper. Mens kejserinde Matilde ventede i London for at forberede sin kroning, lykkedes det for Matilde og Stefans bror Henrik af Blois at jage hende ud af byen. Kejserinde Matilde fortsatte med at belejre Henrik af Blois i Winchester. Matilde af Boulogne befalede derefter sin hær til at angribe belejrerne. Under angrebet blev kejserindens halvbror, Robert af Gloucester, taget til fange. Kejserinde og dronningen blev derefter enige om at udveksle deres fanger, og Stefan regerede igen som konge.
Matilde døde af feber på Hedingham Castle, Essex, England, og blev begravet i Faversham Abbey, som hun sammen med sin mand havde grundlagt.

## Børn
Stefan og Matilde fik tre sønner:
- Balduin af Boulogne (død før 1135)
- Eustace 4., greve af Boulogne, gift med Constance af Frankrig, ingen børn
- Vilhelm 1., greve af Mortain og Boulogne og jarl af Surrey, gift med Isabel de Warenne, ingen børn

De fik også to døtre:
- Matilde af Boulogne, gift med Waleran de Beaumont, 1. jarl af Worcester, ingen børn
- Marie 1., grevinde af Boulogne, gift med Matthæus af Alsace, fik børn